# Luigi Porta
Luigi Porta ou Aloysius Porta (né à Pavie le 4 janvier 1800 et mort dans la même ville le 10 septembre 1875) est un médecin anatomiste et homme politique italien.

## Biographie
À 22 ans, il obtient son doctorat de chirurgie à la Faculté de médecine de Pavie. De 1823 à 1825, il est au K.K. chirurgischen Operations Institut de Vienne où il occupe l'une des deux places concédées par le Gouvernement de la Lombardie autrichienne aux jeunes docteurs, dans le but de perfectionner leur expérience chirurgicale
En 1829, il obtient son doctorat en médecine à la Faculté de médecine de Pavie, en soutenant sa thèse sur le sujet : De fungi medularis et haematodes natura.
Anatomiste et chirurgien pathologiste, son travail porte notamment sur l'étude de la circulation collatérale lors de la ligature des artères (1845).
Il devient en 1860 membre de l'Académie nationale des sciences.

## Publications
- (la) Aloysius Porta, De fungi medularis et haematodes natura, Pavie, Bizzoni, 1829, 16 p. (lire en ligne)
- (it) Luigi Porta, Delle alterazioni patologiche delle arterie per la legatura e la torsione, Milan, Bernardoni, 1845, 439 p. (lire en ligne).
- (it) Luigi Porta, Sui metodi d'inspirazione dell'etere solforico lettera, Pavie, Bizzoni, 1847, 26 p. (lire en ligne).
- (it) Luigi Porta, Delle fratture del femore, 1863 (présentation en ligne).

## Distinctions
- Commandeur de l'Ordre des Saints-Maurice-et-Lazare
- Commandeur de l'Ordre de la Couronne d'Italie

## Hommage
Une salle de la section médicale du musée d'histoire de l'Université de Pavie porte son nom et, dans l'une des cours de l'ancienne université de Pavie, dans la Strada Nuova, une statue lui est dédiée.